# 9月28日
9月28日是阳历一年中的第271天（闰年第272天），离全年的结束还有94天。

## 大事记

### 19世紀以前
- 前48年：被凯撒击败而逃亡到埃及的罗马政治家格奈乌斯·庞培被埃及法老托勒密十三世派人暗杀身亡。
- 189年：董卓废少帝刘辩，立陈留王刘协为帝。
- 1066年：法國諾曼第公爵威廉一世率領部隊登陸英格蘭萨塞克斯郡佩文西，諾曼征服英格蘭戰爭爆發。
- 1106年：英格兰国王亨利一世和诺曼底公爵罗贝尔·柯索斯之间爆发坦什布赖战役，亨利一世获胜并占领诺曼底。
- 1448年：克里斯蒂安一世成为丹麦国王，丹麦开始了奥尔登堡王朝的统治。

### 19世紀
- 1864年：欧洲各国的工人代表在伦敦开会，马克思出席会议。会议决定成立“国际工人协会”，即第一国际。
- 1865年：英国产生第一位获得行医执照的女医生伊丽莎白·安德森（英语：Elizabeth Garrett Anderson）。
- 1867年：多伦多成为加拿大首都。
- 1868年：上海江南制造总局第一号火轮船竣工，这是中国自造的第一艘大型机器轮船。
- 1871年：巴西通过法律，禁止儿童奴隶。
- 1898年：中國清朝慈禧太后在發動政變後，於北京處死曾參與戊戌變法的譚嗣同、林旭等戊戌六君子。

### 20世紀
- 1906年：清政府决定对八旗进行整顿。
- 1906年：美國入侵古巴，古巴臨時政府成立。
- 1908年：英国占领拉萨后，十三世达赖抵北京。
- 1912年：中华民国参议院定10月10日为国庆日。
- 1914年：袁世凯举行第一次祀孔典礼。
- 1917年：拉玛六世设计了三色旗，即现在的泰国国旗。
- 1920年：北京政府收回汉口俄租界。
- 1924年：美國陸軍航空勤務隊所屬的三架飛機在完成4.4萬公里的飛行任務後抵達西雅圖，成為人類首次環球飛行。
- 1928年：蘇格蘭藥學家亞歷山大·弗萊明發現青黴菌具有殺菌作用，促成往後青黴素提煉研究。
- 1931年：九一八事变后上海、南京学生捣毁国民政府外交部，殴打外交部长王正廷，北京举行抗日游行。
- 1945年：中华民国国民革命军第一方面军司令卢汉上将在越南河内接受日军投降。
- 1949年：苏联废除同南斯拉夫联邦人民共和国的友好条约。
- 1954年：中共中央军事委员会成立。
- 1958年：法兰西第五共和国宪法经公民投票获得批准。
- 1958年：几内亚举行公民投票决定是否脱离法国独立。
- 1960年：中华人民共和国和古巴共和國建交。古巴是与中华人民共和国建交的第一个拉丁美洲国家。
- 1965年：马尼拉以南56公里处火山爆发，184人死亡。
- 1967年：中國歷史学家钱穆抵达台灣定居。
- 1975年：英國倫敦騎士橋一家義大利麵館遭到搶劫未遂，最後演變成為期六天的人質事件。
- 1977年：日本航空472號班機被日本赤軍劫持到孟加拉国达卡沙阿賈拉勒國際機場。
- 1978年：剛在教宗選舉秘密會議當選的若望·保祿一世上任34天後因心肌梗塞逝世。
- 1979年：中国第一条光纤通讯线路在上海并入市内电话网进行试验。
- 1984年：香港布政司夏鼎基率領政界名人訪京團，出席中華人民共和國成立三十五周年慶典。
- 1986年：中華民國（臺灣地區）第一個反對黨民主進步黨在台北圓山大飯店宣佈成立。
- 1986年：中共中央提出建设社会主义精神文明。
- 1993年：香港地區電視廣播有限公司（股份百分之七十）與年代影視（股份百分之三十）合資成立台灣TVBS（聯意製作股份有限公司），成為台灣本土第一個衛星電視台，無線衛星電視台開播。
- 1994年：愛沙尼亞號客輪在波羅的海沉沒，852人罹難。
- 1999年：北京地铁复八线天安门西-四惠东区间开通。

### 21世紀
- 2002年：台湾6万名教师大游行，要求保障教师福利。这是台湾历史上首次教师的游行活动。
- 2004年：日本理化學研究所宣佈，該所研究人員成功合成了第113號元素鉨。
- 2008年：中华人民共和国神舟七号载人航天飞船返回舱载着翟志刚、刘伯明、景海鹏三名航天员在内蒙古自治区四子王旗主着落场成功着陆。
- 2009年：中国中央电视台综合频道高清版及中国大陆首批省级卫视高清频道以高标清同播的形式正式上星播出。
- 2010年：老撾加入成為濕地公約缔約國。
- 2012年：在審查王立軍事件與海伍德死亡案等犯罪案件後，中共中央政治局決定对薄熙來开除中國共產黨黨籍與所有公職。
- 2014年：反對香港政治制度改革運動領袖戴耀廷宣布正式啟動「和平佔中」，隨後演變為大規模民主運動。
- 2017年：泰国通代隆国旗诞生100周年。
- 2018年：印尼中蘇拉威西省7.5級強烈地震並引發海嘯。[1]
- 2020年：全球冠狀病毒病疫情死亡人數逾100萬。
- 2020年：是日香港恒生指數被日本日經平均指數超越，是自2006年5月30日以來首次。由於恒生指數在過去兩年先後受到中美貿易戰、反對逃犯條例修訂草案運動及2019冠狀病毒病疫情而被美國道瓊斯指數超越，因此恒生指數同時落後道瓊斯指數及日經平均指數，是自2001年9月17日以來首次。

## 出生
- 前551年：孔子，中國思想家、教育家、哲學家，儒家創始人（前479年逝世）
- 1663年：亨利·斐茲洛伊，英國貴族，第一代葛拉夫頓公爵（1690年逝世）
- 1667年：淺野長矩，日本江戶時代大名，播磨赤穗藩藩主（1701年逝世）
- 1698年：皮埃爾·莫佩爾蒂，法國數學家、物理學家、哲學家（1759年逝世）
- 1735年：奧古斯都·菲茨羅伊，英國首相，第三代葛拉夫頓公爵（1811年逝世）
- 1803年：普羅斯佩·梅里美，法國作家（1870年逝世）
- 1823年：亞歷山大·卡巴內爾，法國畫家（1889年逝世）
- 1836年：湯馬斯·克拉普，英國水管工、企業家（1910年逝世）
- 1841年：乔治·克列孟梭，法國政治家，前任法國總理（1929年逝世）
- 1852年：亨利·莫瓦桑，法國化學家，1906年諾貝爾化學獎得主（1907年逝世）
- 1852年：喬賽亞·康德，英國建築師（1920年逝世）
- 1863年：卡洛斯一世，葡萄牙國王（1908年逝世）
- 1871年：佩特羅·巴多格里奧，義大利軍事將領，第28任義大利首相（1956年逝世）
- 1887年：艾弗里·布伦戴奇，美國體育官員（1975年逝世）
- 1897年：塞繆爾·諾亞·克萊默，美國歷史學家（1990年逝世）
- 1899年：吳鴻麒，臺灣教師、律師，二二八事件受難者（1947年逝世）
- 1902年：柔石，中國作家，左聯五烈士之一（1931年逝世）
- 1907年：巴格特·辛格，英屬印度革命家（1931年逝世）
- 1907年：葉夫根尼·扎沃伊斯基，蘇聯物理學家（1976年逝世）
- 1915年：，美國共產主義者，因遭指控為蘇聯從事間諜活動被執行電椅死刑（1953年逝世）
- 1916年：奧爾加·列佩申斯卡婭，蘇聯芭蕾舞者（2008年逝世）
- 1926年：鄒家華，中國政治人物（2025年逝世）
- 1929年：拉塔·曼吉茜卡，印度女歌手（2022年逝世）
- 1929年：孫機，中國文物學家、考古學家（2023年逝世）
- 1929年：尼古拉·雷日科夫，俄羅斯政治人物（2024年逝世）
- 1934年：碧姬·芭杜，法國女演員
- 1937年：鮑勃·舒爾，美國男子田徑運動員（2024年逝世）
- 1938年：班·伊·金，美國靈魂樂、節奏藍調歌手（2015年逝世）
- 1942年：陶大偉，台灣藝人（2012年逝世）
- 1944年：，捷克政治人物、經濟學家，現任捷克總統
- 1945年：重信房子，日本新左翼活動家、恐怖分子，日本赤軍創建人
- 1947年：謝赫·哈西娜，孟加拉政治人物，前任孟加拉總理
- 1957年：藤田誠，日本化學家
- 1962年：尤代·馬赫卡爾，印度記者、政治分析家、作家
- 1963年：韋唯，中國女歌手
- 1963年：寶野亞莉華，日本女歌手
- 1963年：盧喬·阿爾塞，玻利維亞經濟學家、會計師、政治人物，現任玻利維亞總統
- 1965年：梁藝齡，香港藝人
- 1966年：霍正奇，台灣男歌手、演員
- 1967年：方舟子，中國科普作家、網絡名人
- 1967年：美娜·索菲諾，美國演員
- 1968年：米高·夏健倫，芬蘭一級方程式賽車手
- 1968年：娜歐蜜·華茲，英國女演員、製片人
- 1968年：朱莉·費多洽克，美國政治人物
- 1969年：金慧渲，韓國演員
- 1969年：渡邊美奈代，日本女藝人
- 1969年：蔡榮祖，台灣男歌手、主持人
- 1970年：林曉峰，香港演員、歌手、電台主持人
- 1970年：王曉書，臺灣模特兒、電視節目主持人、手語主播、業餘作家、手語翻譯員
- 1971年：阿列克謝·奧夫奇寧，俄羅斯太空人
- 1972年：葛妮絲·派特羅，美國演員
- 1972年：蒂塔·萬提斯，美國表演藝術家
- 1972年：凱文·麥克勞德，美國音樂製作人、作曲家
- 1975年：韓君婷，香港演員
- 1975年：安娜·布納比奇，塞爾維亞政治人物，現任塞爾維亞總理
- 1977年：田蕊妮，香港演員
- 1977年：林湘萍，新加坡演員
- 1977年：朴世莉，韓國女子高爾夫球運動員
- 1979年：竇智孔，台灣演員
- 1979年：袁彌明，香港演員、政治人物、商人、作家
- 1981年：神樂坂惠，日本寫真女星、女演員
- 1982年：兰比爾·卡普爾，印度男演員
- 1982年：阿比納夫·賓德拉，印度男子射擊運動員
- 1984年：林彥君，台灣演員
- 1984年：，法國職業足球運動員
- 1985年：神童，韓國男子偶像團體Super Junior成員
- 1987年：希拉蕊·朵芙，美國演員、歌手、時裝設計師
- 1988年：李妍智，韓國女歌手（2014年逝世）
- 1989年：李雪主，朝鲜領導人金正恩夫人
- 1989年：周志文，香港歌手、演員
- 1989年：周志康，香港歌手、演員
- 1992年：瑪拉·候賽因，巴基斯坦女演員
- 1992年：楊采鈺，中國女演員
- 1994年：立石晴香，日本女演員、模特兒
- 1995年：金寶羅，韓國女演員
- 1996年：Sunnee，泰國華裔女歌手、演員，中國女子偶像團體火箭少女101成員
- 1997年：楊勇緯，台灣柔道運動員
- 1999年：黃冠亨，韓國男子偶像團體NCT成員
- 2004年：朴炡禹，韓國男子偶像團體TREASURE成員
- 生年不詳：長江里加，日本女性聲優

## 逝世
- 前48年：格涅烏斯·龐貝，古羅馬軍事家（前106年出生）
- 29年：莉薇婭，奧古斯都的妻子（前58年出生）
- 135年：拉比阿奇巴，猶太拉比、坦拿（約50年出生）
- 935年：聖瓦茨拉夫，波希米亞公爵（約907年出生）
- 1197年：亨利六世，神圣罗马帝国皇帝（1165年出生）
- 1866年：亨利·科尼利厄斯·伯內特，美國政治人物，曾任肯塔基州聯邦眾議員（1825年出生）
- 1891年：赫爾曼·梅爾維爾，美國小說家、散文家、詩人，代表作《白鯨記》（1819年出生）
- 1895年：路易·巴斯德，法國化學家、微生物學家（1822年出生）
- 1898年：曾參與戊戌變法，被慈禧太后處死的戊戌六君子
  - 楊深秀，清末維新派人士（1849年出生）
  - 楊銳，清末維新派人士（1855年出生）
  - 劉光第，清末維新派人士（1861年出生）
  - 譚嗣同，清末維新派人士，維新四公子之一（1865年出生）
  - 康有溥，清末維新派人士（1867年出生）
  - 林旭，清末維新派人士（1875年出生）
- 1915年：齋藤一，日本幕末武士，新選組第三隊隊長（1844年出生）
- 1918年：格奧爾格·齊美爾，德國社會學家、哲學家（1858年出生）
- 1934年：鄧鐵梅，東北民眾自衛軍總司令（1892年出生）
- 1937年：梁鉴堂，中華民國國民革命軍將領（1897年出生）
- 1953年：愛德文·哈勃，美國天文學家（1889年出生）
- 1966年：安德烈·布勒東，法國作家、詩人（1896年出生）
- 1969年：陶聲洋，戰後台灣的技術官僚（1919年出生）
- 1970年：范長江，中國著名記者，文革中迫害至死（1909年出生）
- 1970年：贾迈勒·阿卜杜-纳赛尔，埃及民族運動領袖、政治人物，第2任埃及總統（1918年出生）
- 1973年：威斯坦·休·奥登，英國詩人（1907年出生）
- 1978年：真福教宗若望保祿一世，羅馬主教（1912年出生）
- 1985年：安德烈·柯特茲，匈牙利攝影師（1894年出生）
- 1989年：錢志道，中國化學家（1910年出生）
- 1989年：费迪南德·马科斯，菲律賓政治人物，第10任菲律賓總统（1917年出生）
- 1991年：邁爾士·戴維斯，美國爵士音樂家（1926年出生）
- 1996年：穆罕默德·納吉布拉，阿富汗政治家（1947年出生）
- 2000年：皮埃尔·特鲁多，加拿大政治人物，前任加拿大總理（1919年出生）
- 2003年：中願寺雄吉，日本超級人瑞（1889年出生）
- 2009年：吉列爾莫·恩達拉，巴拿馬政治人物，前任巴拿馬總統（1936年出生）
- 2016年：希蒙·佩雷斯，以色列政治人物，第9任以色列總統，1994年諾貝爾和平獎得主（1923年出生）
- 2016年：王萊，華語女演員（1927年出生）
- 2017年：李新，臺北市議會議員（1953年出生）
- 2018年：師勝傑，中國相聲演員（1953年出生）[2]
- 2022年：武村正義，日本自治官僚、政治人物（1934年出生）
- 2023年：M·S·斯瓦米納坦，印度遺傳學家（1925年出生）
- 2023年：邁可·坎邦，愛爾蘭裔英國男演員（1940年出生）
- 2024年：克里斯·克里斯托佛森，美國鄉村音樂歌手、作曲家、音樂家、電影演員（1936年出生）
- 2024年：田英章，中國書法家（1950年出生）

## 节假日和习俗
- 世界狂犬病日
- 國際安全墮胎日
- 天主教會：聖瓦茨拉夫瞻禮
- 泰國：国旗日
- 瑞士：咖啡日
- 中華民國：孔子誕辰日（教師節）